# わが愛しのマリアンヌ
『わが愛しのマリアンヌ』（わがいとしのマリアンヌ）は宝塚歌劇団のミュージカル作品。月組公演。
本公演における併演作品は『ボーイ・ミーツ・ガール』

## 公演期間と公演場所
- 1977年9月30日 - 11月8日[2]（第1回・新人公演：10月13日[3]、第2回・新人公演：11月1日[3]）　宝塚大劇場
- 1978年1月1日 - 1月29日[4]（第1回・新人公演：1月15日[3]、第2回・新人公演：1月22日[3]）　新宿コマ劇場

## ストーリー
※『宝塚歌劇100年史（舞台編）』の宝塚大劇場公演のページを参照
17世紀フランスの喜劇作家・モリエールの諸作品から、笑いの要素を取り入れて作ったコメディ。
大金持ちだがけちで有名なアルバゴンの息子であるクレアントは、人気スターのマリアンヌが好き。クレアントは父にマリアンヌを紹介すると、アルバゴンは彼女に一目惚れをし、自分の嫁にしたいと言い出す。そこへ恋敵のヴァレール中尉までやってくる。
南フランスの観光地・ニースを舞台に三つ巴の恋愛模様を描いた作品。

## 主な配役
- クレアント - 榛名由梨（第1回・新人公演：条はるき、第2回・新人公演：大地真央）[3]
- マリアンヌ - 小松美保（第1回・新人公演：邦なつき、第2回・新人公演：杏うらら）[3]

## 宝塚大劇場公演のデータ
形式名は「ミュージカル・コメディ」。15場。

### スタッフ
- 作・演出：高木史朗[2][5]
- 演出：大関弘政[2][5]
- 音楽：中元清純[5]
- 音楽指揮：溝口堯[5]
- 振付[5]：羽山紀代美、山田卓
- 装置：石浜日出雄[5]
- 衣装：静間潮太郎[5]
- 照明：沢田祐二[6]
- 音響：松永浩志[6]
- 小道具：上田特市[6]
- 効果：扇野信夫[6]
- 合唱指導：十時一夫[6]
- 演出助手[6]：太田哲則、中村暁
- 制作：三宅征夫[6]